# Pigmalione e Galatea
Pigmalione e Galatea (Pygmalion et Galatée) è un dipinto del pittore francese Jean-Léon Gérôme, realizzato nel 1890. Esistono due versioni dell'opera e la più celebre è conservata al museo d'Arte Metropolitana di New York.

## Storia
Jean-Léon Gérôme dipinse Pigmalione e Galatea nell'estate del 1890, basandosi su un tema artistico che divenne popolare nella seconda metà dell'Ottocento. La prima versione venne acquistata da Boussod, Valadon & Cie il 22 marzo 1892 e il 7 aprile venne rivenduta a Charles T. Yerkes. Dopo la sua morte l'opera venne venduta varie volte finché non venne donata al museo nuovaiorchese da Louis C. Raegner nel 1927.

## Descrizione

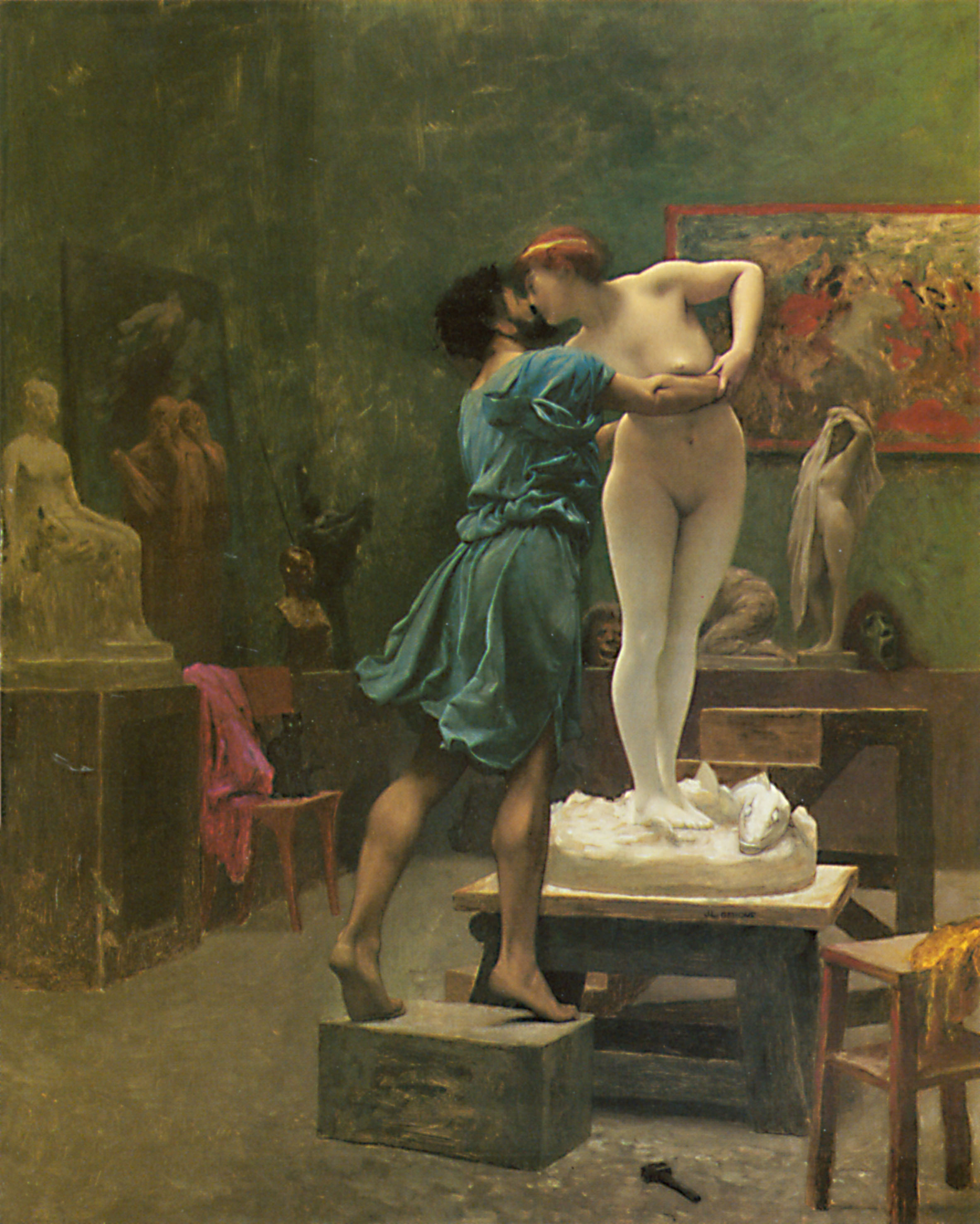
La seconda versione dell'opera

Questo quadro è tratto dal mito greco di Pigmalione e Galatea, raccontato nelle Metamorfosi di Ovidio. Secondo il mito, lo scultore Pigmalione realizzò una statua ritraente una donna e se ne innamorò, a tal punto che desiderò che la statua fosse viva. La dea Afrodite, alla quale egli si era ispirato per la scultura, decise di accontentarlo e diede vita alla statua. Il dipinto raffigura proprio la trasformazione di Galatea in una donna in carne e ossa, mentre viene baciata da Pigmalione.
Appena la statua nuda si trasforma in una donna vera e si china per baciare lo scultore, Cupido è pronto a scoccare la sua freccia per far innamorare i due amanti. Nella prima versione Galatea è vista di spalle, mentre nella seconda è vista frontalmente. Inoltre, nella seconda versione Cupido è assente e Galatea indossa un diadema.
Gérôme raffigura un cambiamento progressivo del colore della pelle di Galatea: i piedi sono ancora in marmo bianco, mentre le cosce, i glutei e il corpo piegato assumono una tinta rosea e i capelli si fanno marrone. Ai suoi piedi si nota un pesce di marmo.
Lo studio di Pigmalione è decorato da varie piccole sculture, delle maschere teatrali e qualche dipinto alla parete.

## Pigmalione e Galateanelle opere successive di Gérôme

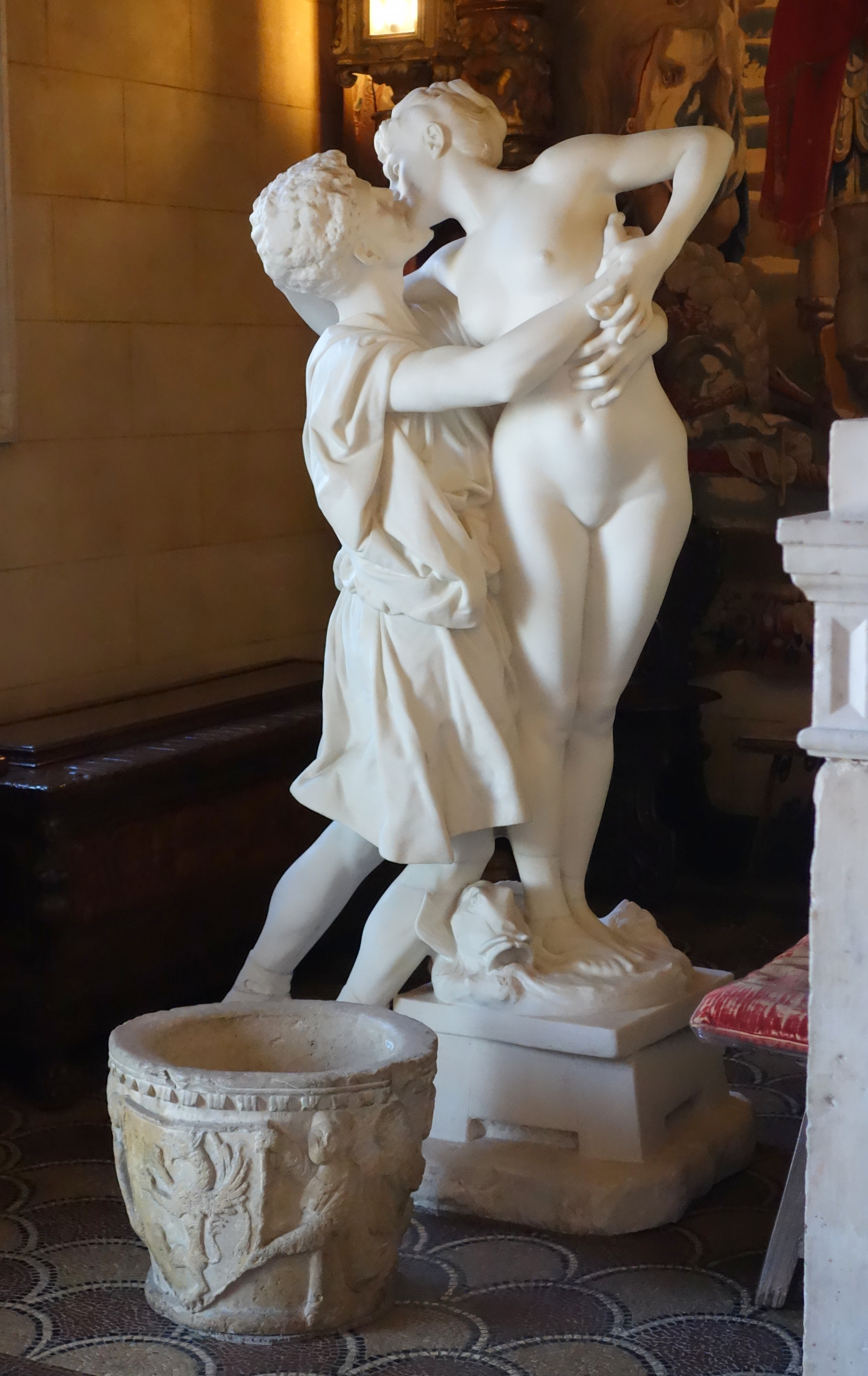
La versione scultorea, oggi al castello Hearst

Nel 1891, Gérôme realizzò una statua di marmo sullo stesso soggetto (oggi al castello Hearst, in California), forse basata su una versione in gesso usata come modello del dipinto.
Le due versioni del dipinto appaiono sullo sfondo di due dipinti dove l'artista si autorappresentò mentre scolpiva Tanagra, un'opera realizzata lo stesso anno del dipinto Pigmalione e Galatea. Il primo, L'artiste et son modèle, oggi si trova al museo Haggin, mentre il secondo, Travail du marbre, è conservato al museo d'arte Dahesh. Le due tele sono molto simili e differiscono solo per alcuni particolari: la riproduzione di Pigmalione e Galatea si trova appesa alla parete, a sinistra dell'artista. Gérôme s'immedesimava così in Pigmalione mentre cercava di scolpire la sua donna perfetta.

### Galleria d'immagini

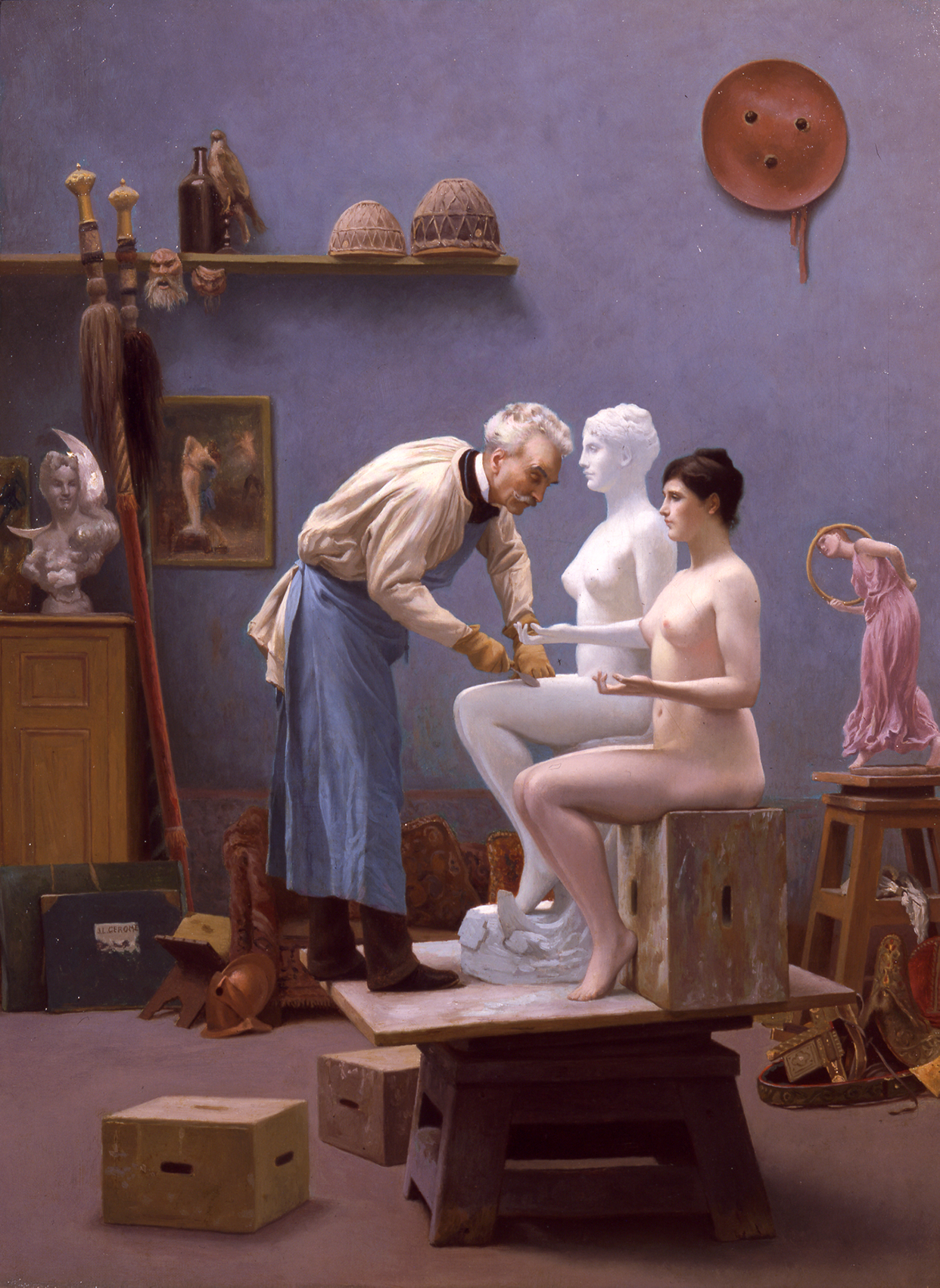
L'artiste et son modèle, 1894, museo Haggin
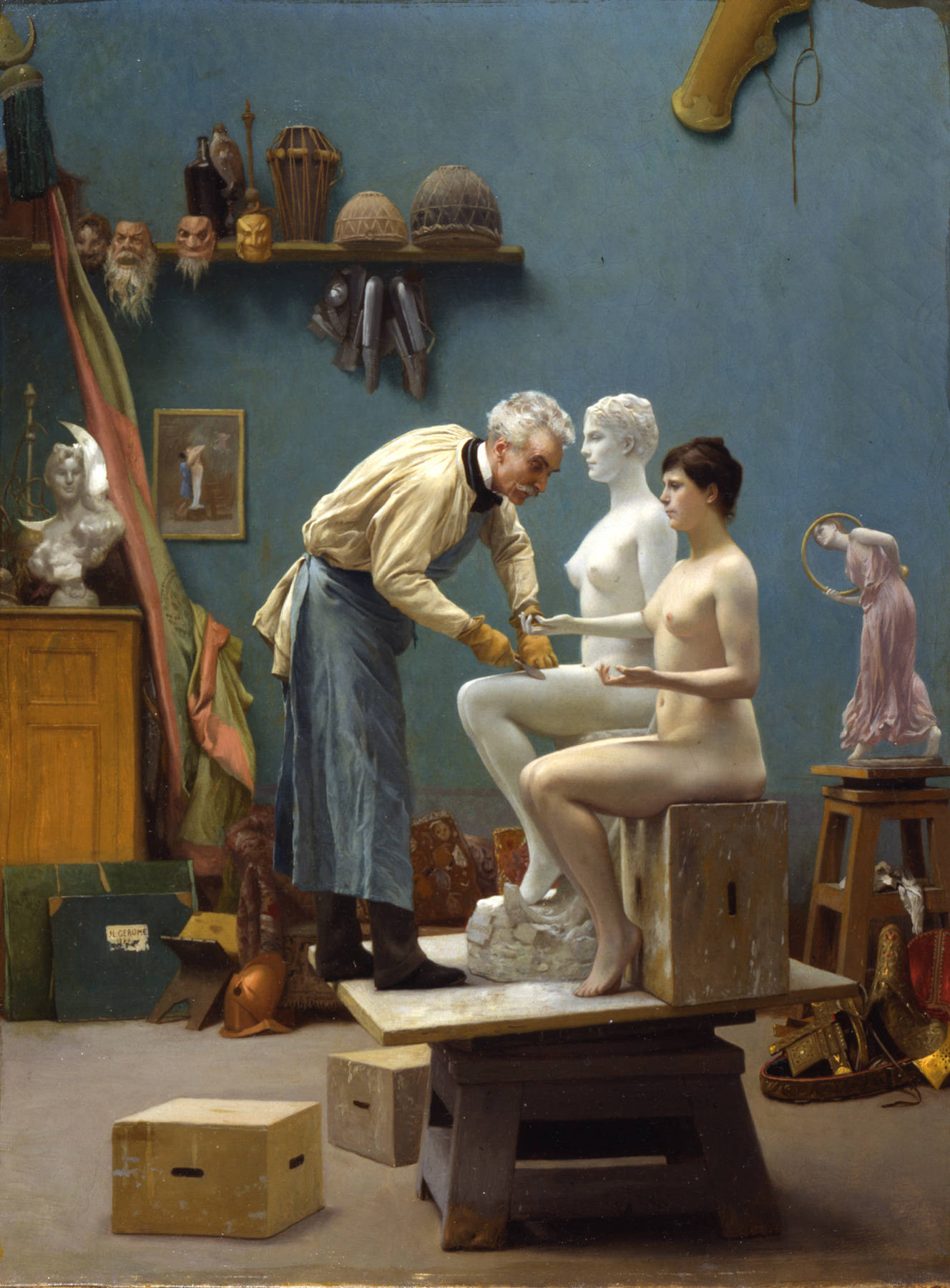
Travail du marbre, 1890, museo Dahesh